# 500 Millas de Indianápolis de 1960

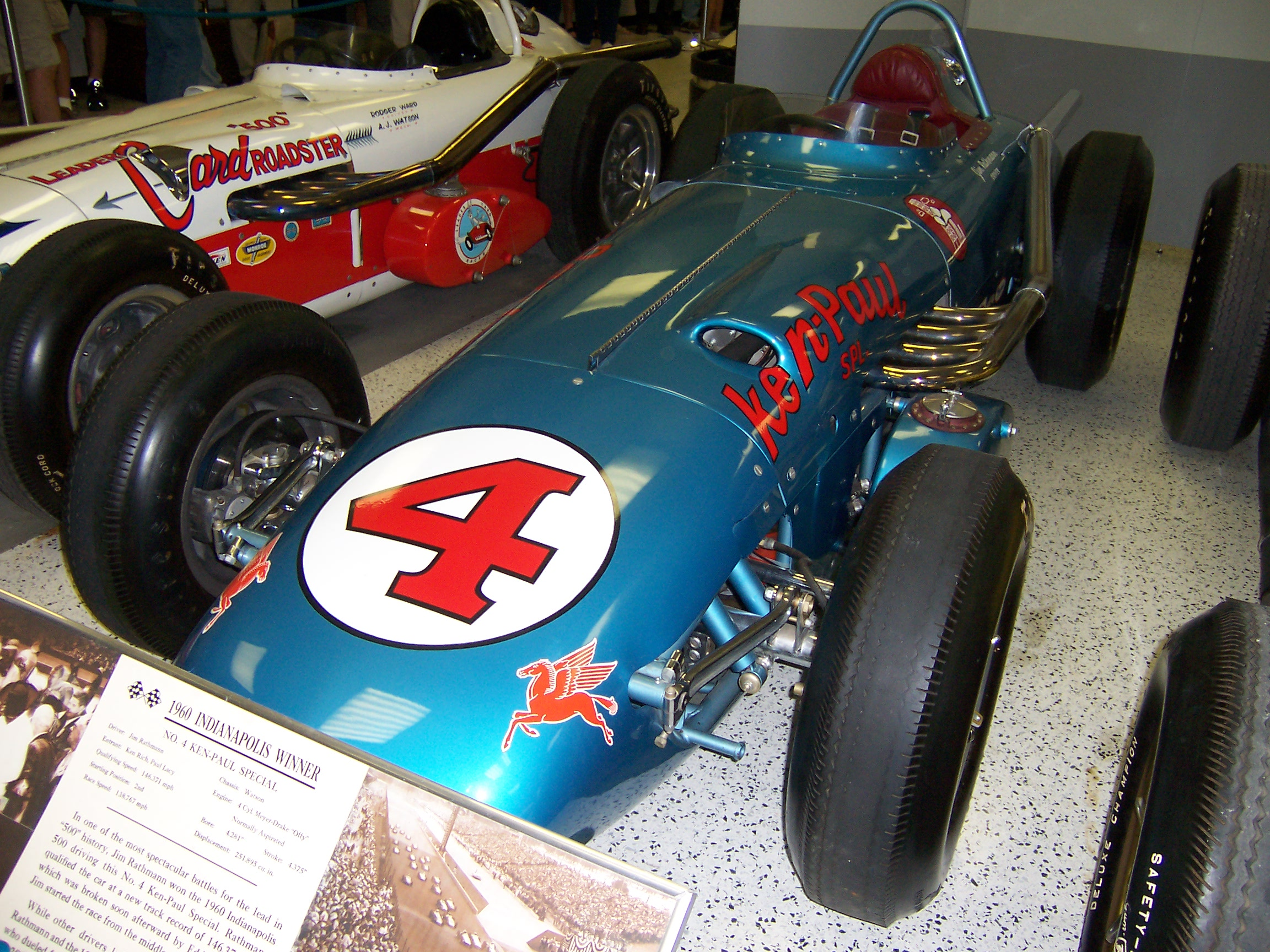
Coche de Jim Rathmann con el que ganó la Indy 500 de 1960.

La Edición 44° de las 500 millas de Indianapolis celebradas en el Indianapolis Motor Speedway fue el lunes 30 de mayo de 1960. Siendo evento puntuable para la temporada del Campeonato Nacional USAC y la última carrera puntuable para el Campeonato mundial de Fórmula 1. Esta sería la última vez que la Indy 500 sería parte del mundial que había iniciado 10 años atrás.
A menudo considerada como la carrera con el mejor duelo de dos pilotos en la 500 millas de Indianápolis jamás visto en la historia, la carrera de 1960 vio un entonces récord de 29 cambios en el liderato (un récord que se mantuvo hasta 2012). Jim Rathmann y Rodger Ward, se enfrentaron cara a cara casi toda la segunda mitad de la carrera. Rathmann tomó la ventaja definitiva en la vuelta 197 luego de que su rival se viera obligado a reducir la velocidad por un pinchazo en una de sus ruedas y tuviese que parar en Boxes para el cambio de neumáticos. El margen de victoria de 12,75 segundos de Rathmann fue el segundo más cercano final de carrera de la historia de la Indy 500 en su momento.

## Entrenamientos y clasificaciones
Los entrenamientos y clasificaciones programado para cuatro días, pero el tercer día fue suspendido por lluvia, por lo que se dio de esta manera:
- Sábado 14 de mayo: Pole Day - Día 1

Eddie Sachs estableció un récord de pista de 146,592 mph para ganar la pole position.
- Domingo 15 de mayo - Entrenamientos y Clasificaciones - Día 2
- Sábado 21 de mayo - Entrenamientos y Clasificaciones - Día 3

El tercer día de pruebas de tiempo fue suspendido por lluvia.
- Domingo 22 de mayo Entrenamientos y Clasificaciones - Día 4

Jim Hurtubise casi por poco rompe la barrera de 150 mph donde estuvo elusivo y muy desesperado. Cuatro vueltas de calificación promedio de Hurtubise alrededor de 149,056 mph le ofreció un nuevo récord de una vuelta de 149,601 mph (en la vuelta 3), para establecerla como el calificador más rápido en pista
Después del Carb Day, Dempsey Wilson sustituyó a Jimmy Daywalt como piloto del coche #23, y el coche pero le tocaría arrancar al final de la parrilla de salida.

## Resumen de la carrera
La carrera comenzó con cuatro contendientes por la disputa de la punta de carrera en la primera mitad de carrera. Rodger Ward, tomaría la delantera en la vuelta 1 desde el exterior de la primera fila, pero el Pole Man Eddie Sachs le roba la delantera en la vuelta 2. Dos vueltas más tarde, Sachs está de vuelta en la cabeza, y es cuando inicia el mayor número récord de cambios en el liderato. Troy Ruttman y Jim Rathmann también lucharían por el liderato.
La primera bandera amarilla llega en la vuelta 47, después de que Duane Carter trompeara su coche en la curva 3. aunque no chocó contra la pared, terminó contra el césped de la parte interna del circuito oval, y luego pudo reponerse para volver a la carrera. Más tarde, Jim McWhithey entró a los boxes pero tuvo un problema con sus frenos. Rozó el muro de boxes interior tratando de frenar el coche, pero continuó sin poder parar a través de la calle de boxes y no fue capaz de detenerse hasta que llegó al interior del césped de la curva 1. Más adelante en la carrera, Eddie Russo y Wayne Weiler también sufrieron accidentes en sus coches.
Rodger Ward, detuvo el motor dos veces durante su primera parada en boxes, perdiendo mucho terreno. Después de volver a la pista, que comenzó a cobrar posiciones para ponerse al día en la parte delantera de carrera. Poco después de la mitad de carrera, Eddie Sachs y Troy Ruttman serían los que tuvieron que abandonar la carrera por distintos problemas mecánicos, en última instancia, dejando a Rathmann y Ward batallando la lucha por la punta de carrera.
Aproximadamente en la vuelta 124, Tony Bettenhausen tuvo una rutinaria parada en boxes. Se quejó que su motor estaría a punto de fundirse porque notó que su motor empezaba a humear, pero regresaría a la pista. Una vuelta más tarde, estaba de regreso en los boxes con un motor incendiándose y provocándole un abandono por rotura de motor. Bettenhausen resultó ileso, pero se salió fuera de la cabina, ya que entró a parar en boxes para evitar que se quemara.
En la segunda mitad, Ward había alcanzado a Rathmann, con Johnny Thomson cerrándole la línea de carrera detrás en su tercera posición. Rathmann y Ward intercambiaron la ventaja en varias ocasiones, pero mientras tanto Sachs tenía la esperanza de que el ritmo sería más lento, con el fin de salvar su desgaste de neumáticos hasta el final de carrera. Después de un estancamiento en las vueltas anteriores, Ward la carga dura con su coche, haciéndole volver a la a los primeros lugares por lo que ya era una preocupación para sus rivales, pero seguía con su miedo de que había no se arriesgado a cambiar a tiempo sus neumáticos. Ward fue consciente de las tendencias de Rathmann como piloto, y eso le permitió a él sobrepasarlo y lograr ser 1°, sabiendo que Rathmann con frecuencia le cobraría la difícil decisión de tomar la iniciativa de recuperar la punta, pero una vez que iba en 1° lugar, a menudo se iba echando atrás el ritmo de la carrera, predicción en la Ward notó que se le hizo realidad, pero fue a costa de perder terreno por la tercera posición. Johnny Thomson ahora le estaba alcanzando.
Con Thompson acercándose a los líderes, Ward y Rathmann comenzaron luchar de nuevo, compitiendo entre sí con mucha fuerza, intercambiando el liderato entre ellos. Mientras tanto el motor de Thompson perdió poder, y él iba desacelerando en su 5ª posición. Faltando diez vueltas para el final, Rodger Ward, quien parecía tener el coche más rápido, tomó la punta en la vuelta 194. Unas vueltas más tarde, sin embargo, Sachs vio que su neumático delantero ya no daba más, y lo dejó fuera de ritmo. Jim Rathmann retomó la punta en la vuelta 197, y se alejó rumbo a la victoria. Debido a la experiencia de Sachs con las pruebas de neumáticos, fue capaz de mantener su coche rumbo a la meta sin daños para que no fuese necesario el cambio de neumáticos, y se aferró al segundo lugar. A pesar de ganar dos veces ( en 1959 y 1962), Rodger Ward, a menudo es considerado esta carrera como su mejor marca personal.
Paul Goldsmith largaría desde la posición 26° y terminaría 3°, manteniendo a raya piloto que iba en 4° lugar Don Branson aproximadamente una distancia considerable de un auto.

## Resultados de Competencia
| Pos. Final | Pos. Inicial | Dorsal | Nacionalidad   | Piloto            | Fabricante               | Tiempo | Rango | Vueltas | Vuel. Lid. | Registro/Suceso        | Puntos Fórmula 1 |
| ---------- | ------------ | ------ | -------------- | ----------------- | ------------------------ | ------ | ----- | ------- | ---------- | ---------------------- | ---------------- |
| 1          | 2            | 4      | Estados Unidos | Jim Rathmann      | Watson-Offenhauser       | 146.37 | 4     | 200     | 100        | 3:36:11.36             | 8                |
| 2          | 3            | 1      | Estados Unidos | Rodger Ward       | Watson-Offenhauser       | 145.56 | 5     | 200     | 58         | + 0:12.75              | 6                |
| 3          | 26           | 99     | Estados Unidos | Paul Goldsmith    | Epperly-Offenhauser      | 142.78 | 27    | 200     | 0          | + 3:07.30              | 4                |
| 4          | 8            | 7      | Estados Unidos | Don Branson       | Phillips-Offenhauser     | 144.75 | 11    | 200     | 0          | + 3:07.98              | 3                |
| 5          | 17           | 3      | Estados Unidos | Johnny Thomson    | Lesovsky-Offenhauser     | 146.44 | 3     | 200     | 10         | + 3:11.35              | 2                |
| 6          | 7            | 22     | Estados Unidos | Eddie Johnson     | Trevis-Offenhauser       | 145    | 10    | 200     | 0          | + 4:10.61              | 1                |
| 7          | 12           | 98     | Estados Unidos | Lloyd Ruby        | Watson-Offenhauser       | 144.2  | 15    | 200     | 0          | + 4:25.59              |                  |
| 8          | 25           | 44     | Estados Unidos | Bob Veith         | Meskowski-Offenhauser    | 143.36 | 23    | 200     | 0          | + 5:17.48              |                  |
| 9          | 28           | 18     | Estados Unidos | Bud Tingelstad    | Trevis-Offenhauser       | 142.35 | 29    | 200     | 0          | + 8:19.91              |                  |
| 10         | 14           | 38     | Estados Unidos | Bob Christie      | Kurtis Kraft-Offenhauser | 143.63 | 19    | 200     | 0          | + 8:40.28              |                  |
| 11         | 22           | 27     | Estados Unidos | Red Amick         | Epperly-Offenhauser      | 143.08 | 26    | 200     | 0          | + 11:10.58             |                  |
| 12         | 27           | 17     | Estados Unidos | Duane Carter      | Kuzma-Offenhauser        | 142.63 | 28    | 200     | 0          | + 11:17.20             |                  |
| 13         | 31           | 39     | Estados Unidos | Bill Homeier      | Kuzma-Offenhauser        | 141.24 | 32    | 200     | 0          | + 12:10.71             |                  |
| 14         | 24           | 48     | Estados Unidos | Gene Hartley      | Kurtis Kraft-Offenhauser | 143.89 | 16    | 196     | 0          | + 4 Vueltas            |                  |
| 15         | 9            | 65     | Estados Unidos | Chuck Stevenson   | Watson-Offenhauser       | 144.66 | 12    | 196     | 0          | + 4 Vueltas            |                  |
| 16         | 21           | 14     | Estados Unidos | Bobby Grim        | Meskowski-Offenhauser    | 143.15 | 25    | 194     | 0          | + 6 Vueltas            |                  |
| 17         | 19           | 26     | Estados Unidos | Shorty Templeman  | Kurtis Kraft-Offenhauser | 143.85 | 17    | 191     | 0          | Porblemas de Embrague  |                  |
| 18         | 23           | 56     | Estados Unidos | Jim Hurtubise     | Christensen-Offenhauser  | 149.05 | 1     | 185     | 0          | Motor                  |                  |
| 19         | 10           | 10     | Estados Unidos | Jimmy Bryan       | Epperly-Offenhauser      | 144.53 | 13    | 152     | 0          | Sistema de Combustible |                  |
| 20         | 6            | 28     | Estados Unidos | Troy Ruttman      | Watson-Offenhauser       | 145.36 | 8     | 134     | 11         | Ejes                   |                  |
| 21         | 1            | 6      | Estados Unidos | Eddie Sachs       | Ewing-Offenhauser        | 146.59 | 2     | 132     | 21         | Magneto                |                  |
| 22         | 11           | 73     | Estados Unidos | Don Freeland      | Kurtis Kraft-Offenhauser | 144.35 | 14    | 129     | 0          | Magneto                |                  |
| 23         | 18           | 2      | Estados Unidos | Tony Bettenhausen | Watson-Offenhauser       | 145.21 | 9     | 125     | 0          | Motor                  |                  |
| 24         | 15           | 32     | Estados Unidos | Wayne Weiler      | Epperly-Offenhauser      | 143.51 | 20    | 103     | 0          | Accidente              |                  |
| 25         | 16           | 5      | Estados Unidos | A.J. Foyt         | Kurtis Kraft-Offenhauser | 143.46 | 22    | 90      | 0          | Embrague               |                  |
| 26         | 29           | 46     | Estados Unidos | Eddie Russo       | Kurtis Kraft-Offenhauser | 142.2  | 30    | 90      | 0          | Accidente              |                  |
| 27         | 13           | 8      | Estados Unidos | Johnny Boyd       | Epperly-Offenhauser      | 143.77 | 18    | 77      | 0          | Motor                  |                  |
| 28         | 20           | 37     | Estados Unidos | Gene Force        | Kurtis Kraft-Offenhauser | 143.47 | 21    | 74      | 0          | Problema de Frenos     |                  |
| 29         | 32           | 16     | Estados Unidos | Jim McWithey      | Epperly-Offenhauser      | 140.37 | 33    | 60      | 0          | Problema de Frenos     |                  |
| 30         | 5            | 9      | Estados Unidos | Len Sutton        | Watson-Offenhauser       | 145.44 | 7     | 47      | 0          | Motor                  |                  |
| 31         | 4            | 97     | Estados Unidos | Dick Rathmann     | Watson-Offenhauser       | 145.54 | 6     | 42      | 0          | Problema de Frenos     |                  |
| 32         | 30           | 76     | Estados Unidos | Al Herman         | Ewing-Offenhauser        | 141.83 | 31    | 34      | 0          | Embrague               |                  |
| 33         | 33           | 23     | Estados Unidos | Dempsey Wilson    | Kurtis Kraft-Offenhauser | 143.21 | 24    | 11      | 0          | Magneto                |                  |

### Suplentes
- Primera alternativa: Chuck Rodee[1]

### Líderes de vuelta
| Lid por Vuel.   | Lid por Vuel. |
| Vueltas         | Líder         |
| --------------- | ------------- |
| * Vuelta 1      | Ward          |
| Vueltas 2-3     | Sachs         |
| Vueltas 4-18    | Ward          |
| Vueltas 19-24   | Ruttman       |
| Vueltas 25-37   | J. Rathmann   |
| Vueltas 38-41   | Ward          |
| Vueltas 42-51   | Sachs         |
| Vueltas 52-56   | Ruttman       |
| Vueltas 57-61   | Sachs         |
| Vueltas 62-69   | J. Rathmann   |
| Vueltas 70-72   | Sachs         |
| Vueltas 73-74   | J. Rathmann   |
| Vuelta 75       | Sachs         |
| Vueltas 76-85   | J. Rathmann   |
| Vueltas 86-95   | Thompson      |
| Vueltas 96-122  | J. Rathmann   |
| Vueltas 123-127 | Ward          |
| Vueltas 128-141 | J. Rathmann   |
| Vueltas 142-146 | Ward          |
| Vueltas 147     | J. Rathmann   |
| Vueltas 148-151 | Ward          |
| Vueltas 152-162 | J. Rathmann   |
| Vueltas 163-169 | Ward          |
| Vuelta 170      | J. Rathmann   |
| Vueltas 171-177 | Ward          |
| Vueltas 178-182 | J. Rathmann   |
| Vueltas 183-189 | Ward          |
| Vueltas 190-193 | J. Rathmann   |
| Vueltas 194-196 | Ward          |
| Vueltas 197-200 | J. Rathmann   |